# Hafida Gadi
Hafida Gadi (mariée Richard ; née le 14 juillet 1974 à Saint-Étienne) est une athlète française, spécialiste des courses de fond. 

## Biographie
Championne de France espoir du semi-marathon en 1994, Hafida Gadi se classe 28e des championnats du monde de semi-marathon 2000. En 2001, elle devient championne de France sur route du 10 kilomètres et championne de France de course en montagne. Elle remporte le Semi-marathon de Lille en 2001.
En 2002, elle conserve son titre de championne de France du 10 km, s'adjuge le titre national sur semi-marathon, et établit par ailleurs la meilleure performance française sur 20 kilomètres. Aux championnats d'Europe de cross 2003, elle se classe quatrième du classement par équipes. Elle participe au marathon des championnats du monde 2003 à Paris, et termine à la 54e place. l'année suivante, toujours sur marathon, elle se classe 52e des Jeux olympiques, à Athènes.
Elle est sacrée championne de France du semi-marathon en 2005 et 2006.
Elle se consacre ensuite aux courses en montagne, se classant notamment 16e des championnats d'Europe 2012 et 26e des championnats du monde 2013.